# Булатович, Андрия
Андри́я Була́тович (черног. Андрија Булатовић / Andrija Bulatović; родился 27 декабря 2006, Колашин, Черногория) — черногорский футболист, полузащитник французского клуба «Ланс» и сборной Черногории.

## Клубная карьера
Воспитанник «Кома», 5 марта 2023 года Андрия Булатович дебютировал за основную команду клуба, выйдя в стартовом составе на матч Второй лиги против «Отранта-Олимпика». В сезоне 2023/24 выступал за клуб Первой лиги «Рудар», а летом 2024 года присоединился к «Будучности», за которую дебютировал 11 июля 2024 года в матче квалификации Лиги конференций против косоварского клуба «Малишево», проведя на поле весь матч.
3 февраля 2025 года французский клуб «Ланс» объявил о трансфере Булатовича. Андрия остался в аренде в «Будучности» до конца сезона 2024/25.

## Карьера в сборной
Выступал за сборные Черногории до 15, до 16, до 17, до 18, до 19 лет и до 21 года.